# Smetánka (seriál)
Smetánka (v anglickém originále Privileged) je americký komediálně-dramatický televizní seriál, jehož autorkou je Rina Mimoun. Vznikl na motivy románu How to Teach Filthy Rich Girls od Zoey Dean. Premiérově byl vysílán v letech 2008–2009 na stanici The CW. Celkově bylo natočeno 18 dílů, po první řadě byl kvůli nízké sledovanosti zrušen.

## Příběh
23letá Megan Smithová sice vystudovala Yale a chce se dostat na vrchol žurnalistického světa, nyní ale pracuje v bulvárním plátku, odkud navíc dostane padáka. Zároveň se ale seznámí s bohatou podnikatelkou Laurel Limogesovou, která ji najme, aby byla na floridském Palm Beach soukromou učitelkou jejích dvou dospívajících vnuček, Rose a Sage. Megan si tak začne užívat své nové práce, neboť začne bydlet s rodinou, zároveň však musí zvládat rebelské dívky.

## Obsazení
- JoAnna Garcia jako Megan Smithová
- Lucy Kate Hale jako Rose Bakerová
- Ashley Newbrough jako Sage Bakerová
- Michael Cassidy jako Charlie Hogan
- Allan Louis jako Marco Giordani
- Brian Hallisay jako Will Davis
- Kristina Apgar jako Lily Smithová
- Anne Archer jako Laurel Limogesová

## Vysílání
| Řada | Díly | Premiéra v USA | Premiéra v USA | Premiéra v ČR  | Premiéra v ČR |
| Řada | Díly | První díl      | Poslední díl   | První díl      | Poslední díl  |
| ---- | ---- | -------------- | -------------- | -------------- | ------------- |
| 1    | 18   | 9. září 2008   | 24. února 2009 | 11. ledna 2012 | 3. února 2012 |